# Amour Toxic
Singles de Dadju
Unité
(2020) Dieu Merci
(2020)
Clip vidéo
[vidéo] « Amour toxic », sur YouTube
Amour Toxic est une chanson du chanteur français Dadju extraite de l'album Poison ou Antidote. Elle est sortie en single le 25 septembre 2020 sur le label Polydor et a été produit par Seysey.

## Clip vidéo
Le clip sort 30 octobre 2020 et montre Gims et DemDem se disputant dans un restaurant,.

## Classements et certifications

### Classements hebdomadaires
| Classements (2020)                      | Meilleure position |
| --------------------------------------- | ------------------ |
| France (SNEP)                           | 14                 |
| Belgique (Wallonie Ultratop 50 Singles) | 30                 |

### Certification
| Pays          | Certification | Ventes     |
| ------------- | ------------- | ---------- |
| France (SNEP) | Platine       | 25 000 000 |